# Oberamt Leonberg

Karte der württembergischen Oberämter, Stand 1926

Das Oberamt Leonberg war ein württembergischer Verwaltungsbezirk (auf beigefügter Karte # 28), der 1934 in Kreis Leonberg umbenannt und 1938 um zwei Gemeinden zum Landkreis Leonberg vergrößert wurde. Allgemeine Bemerkungen zu den württembergischen Oberämtern siehe Oberamt (Württemberg).
Das von 1818 bis 1924 zum Neckarkreis zählende Oberamt grenzte an die Oberämter (von Stuttgart gegen den Uhrzeigersinn) Stuttgart-Amt, Ludwigsburg, Vaihingen, Maulbronn, Calw, Böblingen und hatte im Westen noch Anteil an der Grenze zum Großherzogtum Baden.

## Geschichte

Oberamt Leonberg, Gebietsstand 1813, mit den früheren Herrschafts- und Ämtergrenzen

Leonberg, eine der ersten Stadtgründungen der Grafen von Württemberg, war seit dem 14. Jahrhundert Hauptort einer Vogtei, aus der sich das altwürttembergische Amt, seit 1758 Oberamt, Leonberg entwickelte. Die Verschiebungen, die sich 1718 aus der Errichtung des Amts Ludwigsburg ergaben, tangierten das Amt Leonberg an zwei Stellen: es erhielt Malmsheim, zuvor beim Amt Böblingen, hinzu, musste aber Weilimdorf ans Amt Cannstatt abgeben. Ab 1806 wurden dem Oberamt weitere Orte angegliedert. Neben altwürttembergischen Orten, die vorher zu anderen Ämtern gehört hatten, betraf dies auch die ehemalige Reichsstadt Weil der Stadt, von 1803 bis 1808 Sitz eines eigenen Amtes.

### Ehemalige Herrschaften
1813, nach Abschluss der Gebietsreform, setzte sich der Bezirk aus Bestandteilen zusammen, die im Jahr 1800 zu folgenden Herrschaften gehört hatten:
- Herzogtum Württemberg
 Der größte Teil des Gebiets zählte zum weltlichen Amt Leonberg, dem auch die Stabskellerei Heimsheim unterstellt war. Zu anderen Ämtern gehörten:
  - Amt (Mark-)Gröningen: Münchingen;
  - Amt Cannstatt: Weilimdorf;
  - Klosteramt Herrenalb: Merklingen, Hausen;
  - Klosteramt Maulbronn: Flacht, Wimsheim;
  - Niederadelsbesitz unter württembergischer Landeshoheit: Schöckingen, 1/2 Hemmingen, Korntal, Ihingerhof.
- Reichsstadt Weil
- Markgrafschaft Baden
 Unter badischer Landeshoheit stand das an den Freiherren von Phull-Rieppurr (Pfuel) verliehene Schlossgut Obermönsheim.

## Gemeinden
Folgende Gemeinden waren 1850 dem Oberamt Leonberg unterstellt:
| Nr. | frühere Gemeinde | Einwohner evang. | 1850 kath. | sonst. | heutige Gemeinde   |
| --- | ---------------- | ---------------- | ---------- | ------ | ------------------ |
| 1   | Leonberg         | 2475             | 9          | 1      | Leonberg           |
| 2   | Ditzingen        | 1461             | 1          | –      | Ditzingen          |
| 3   | Eltingen         | 1737             | 11         | –      | Leonberg           |
| 4   | Flacht           | 868              | –          | 8      | Weissach           |
| 5   | Friolzheim       | 758              | 3          | –      | Friolzheim         |
| 6   | Gebersheim       | 473              | 1          | –      | Leonberg           |
| 7   | Gerlingen        | 1883             | 13         | –      | Gerlingen          |
| 8   | Hausen           | 346              | –          | –      | Weil der Stadt     |
| 9   | Heimerdingen     | 954              | 3          | –      | Ditzingen          |
| 10  | Heimsheim        | 1303             | 4          | 4      | Heimsheim          |
| 11  | Hemmingen        | 1106             | 1          | –      | Hemmingen          |
| 12  | Hirschlanden     | 430              | –          | –      | Ditzingen          |
| 13  | Höfingen         | 1001             | 1          | –      | Leonberg           |
| 14  | Kornthal         | 575              | 1          | –      | Korntal-Münchingen |
| 15  | Malmsheim        | 1023             | 1          | –      | Renningen          |
| 16  | Merklingen       | 1410             | 5          | –      | Weil der Stadt     |
| 17  | Mönsheim         | 1158             | –          | 19     | Mönsheim           |
| 18  | Münchingen       | 1500             | 6          | –      | Korntal-Münchingen |
| 19  | Münklingen       | 449              | 1          | –      | Weil der Stadt     |
| 20  | Perouse          | 521              | 7          | –      | Rutesheim          |
| 21  | Renningen        | 1874             | 5          | –      | Renningen          |
| 22  | Rutesheim        | 1146             | 7          | 40     | Rutesheim          |
| 23  | Schöckingen      | 552              | 6          | –      | Ditzingen          |
| 24  | Warmbronn        | 804              | 1          | –      | Leonberg           |
| 25  | Weil der Stadt   | 40               | 1735       | –      | Weil der Stadt     |
| 26  | Weil dem Dorf 1  | 1570             | –          | –      | Stuttgart          |
| 27  | Wimsheim         | 755              | 13         | –      | Wimsheim           |
|     | Summe            | 28172            | 1835       | 72     |                    |

### Änderungen im Gemeindebestand seit 1813

Gemeinden und Markungen um 1860

1819 wurde auf dem Areal des Ritterguts Korntal die königlich privilegierte Gemeinde Korntal gegründet.
1839 erwarb die bürgerliche Gemeinde Perouse, bisher auf Heimsheimer Markung gelegen, ein eigenes Hoheitsgebiet.
1859 schlossen Leonberg und Eltingen einen Vertrag, um Markungs- und Steuergrenze einander anzugleichen. Dabei wurden zwei Gebietsteile, zusammen gut 450 ha, von Eltingen nach Leonberg umgemeindet.
1861 wurde die Markung Solitude aus Teilen der Markungen Gerlingen und Weilimdorf neu gebildet und der Gemeinde Gerlingen zugeteilt.
1929 schlossen sich Weilimdorf und Feuerbach (Amtsoberamt Stuttgart) zusammen. Damit verließ Weilimdorf das Oberamt Leonberg.
1938 wurde Eltingen nach Leonberg eingemeindet.

## Amtsvorsteher
Die Oberamtmänner des Oberamts Leonberg 1796–1938:
- 1796–1810: Christoph Maximilian von Griesinger
- 1810–1812: Karl Ludwig Röslin
- 1812–1813: Johann Karl von Pistorius
- 1813–1819: Christian Kausler
- 1819–1826: Eberhard Christian Heigelin
- 1826–1837: Gottfried Bossert
- 1838–1844: Heinrich Friedrich Krauß
- 1844–1852: Julius Schmidlin
- 1852–1860: Wilhelm Friedrich von Drescher
- 1860–1870: Christian Gottlieb Maier
- 1870–1879: Gustav Theodor Goll
- 1879–1908: Georg Peter Krauß
- 1908–1919: Albert Brodbeck
- 1919–1928: Karl Kircher
- 1928–1936: Christof Baumann
- 1936–1937: Carl Trabold
- 1937–1938: Karl Knapp (Amtsverweser)